# Taf (textiel)

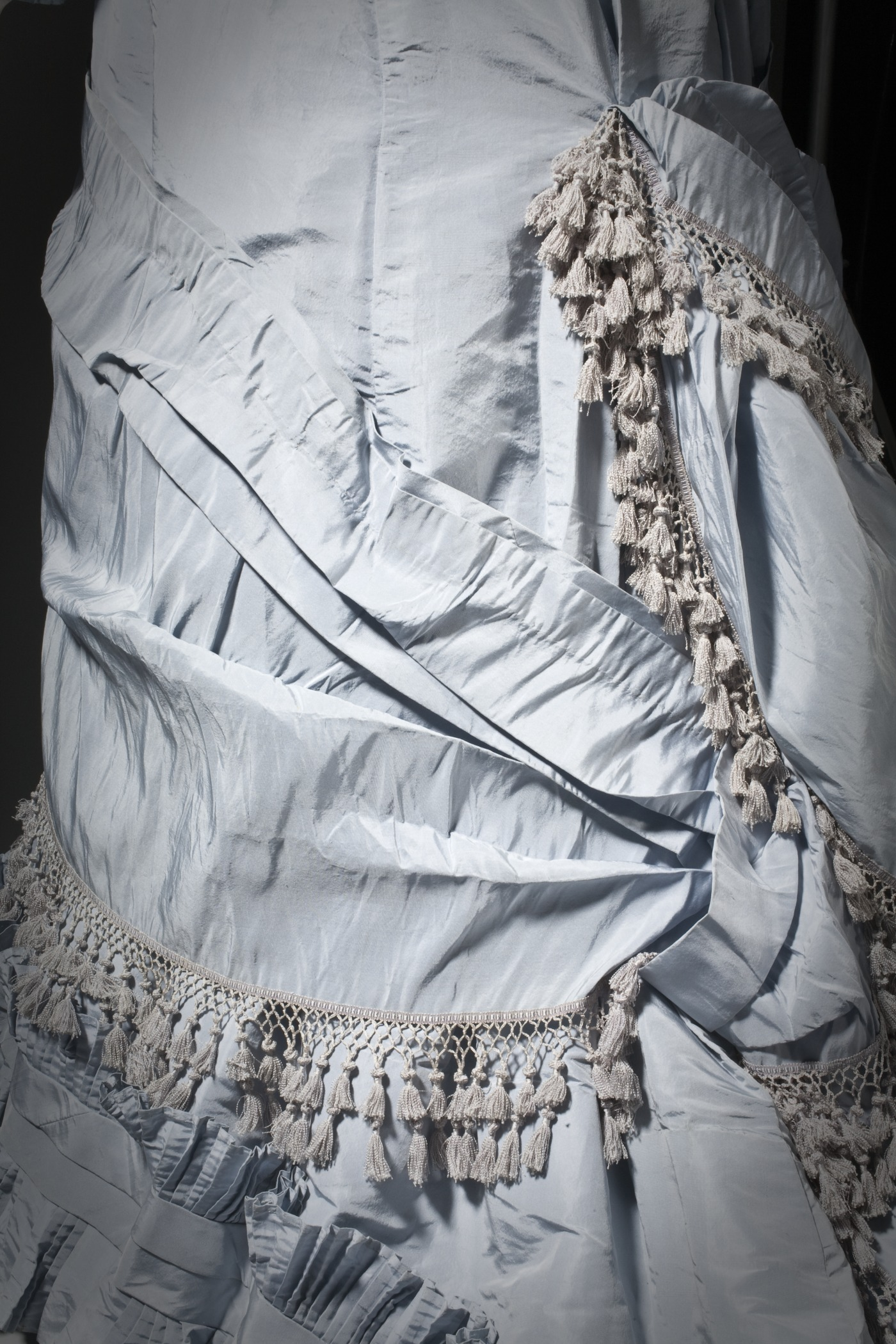
Detail van damesjapon, gemaakt van effen taf

Taf is een zijden of kunstzijden weefsel in effenbinding. Ook wel taft, taffet, taffetas of tafzijde genoemd. De naam zou ontleend zijn aan het Perzische woord ‘taftâ’, dat op verschillende manieren vertaald wordt: ‘spinnen’, ‘gedraaid geweven’, ‘dat wat geweven is’. 

## Soorten
Tafsoorten worden onderscheiden naar patroon of naar de kleur van de ketting- of inslagdraden. Men onderscheidt onder andere:
- Barré: gekleurde strepen in dwarsrichting
- Broché: ingeweven figuren, gelijklopend aan de inslag
- Caméléon: changeant
- Chiné: fijndradig, met bedrukte kettingdraden, waardoor onregelmatig gevormde dessins ontstaan;
- Ecossais: Schots (geruit);
- Rayé: gestreept.

De belangrijkste tafsoorten zijn Gros de Tour en Gros de Naples. Deze twee zijden stoffen onderscheiden zich door sterkere ketting- en inslagdraden en subtiele verschillen in de binding. Gros de Tours is een cannelé-weefsel; een kettingrips, waarbij steeds twee inslagdraden door dezelfde sprong zijn gebracht. Bij Gros de Naples bestaat de ketting uit twee- of driedraads garen, de inslag uit drie- of vierdraads garen.

## Gebruikte materialen
Naast zijde worden voor de vervaardiging van taft diverse combinaties van textielvezels gebruikt zoals:
- 58% polyester met 42% polyamide
- 65% polyester met 35% nylon
- 58% polyester met 42% katoen
- 100% polyester